# Emiliano Mondonico
Emiliano Mondonico (Rivolta d'Adda, Italia, 9 de marzo de 1947 - Milán, Italia, 29 de marzo de 2018) fue un futbolista y entrenador italiano. Se desempeñaba en la posición de delantero.

## Biografía
Nacido y crecido en Rivolta d'Adda, en la Provincia de Cremona, su familia llevaba una trattoria a orillas del río Adda. Falleció en 2018 a los 71 años, debido a un  tumor del abdomen que padecía desde 2011.

## Trayectoria

### Como jugador

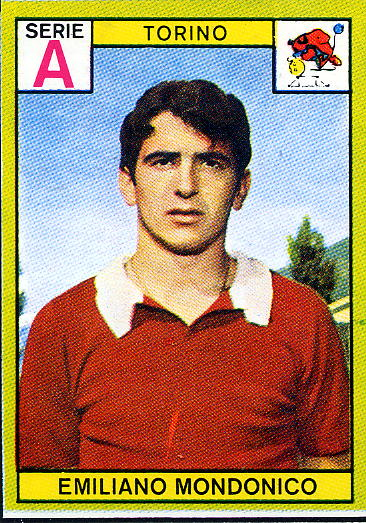
Mondonico con la camiseta del Torino en 1968.

Mondonico se formó en el equipo juvenil de la Rivoltana, un equipo amateur de su ciudad natal. En 1966 fue fichado por la Cremonese, con la que jugó una temporada en la Serie D y otra en la Serie C. En la temporada 1968-69 debutó en la Serie A con el Torino. Tras dos temporadas en el conjunto granata, se marchó al Monza de la Serie B, antes de regresar a la Serie A con el Atalanta en la temporada 1971-72. Posteriormente, regresó a la Cremonese, donde se retiró en 1979, tras siete temporadas disputadas entre la Serie B y la Serie C.

### Como entrenador
Mondonico comenzó su carrera como entrenador del equipo juvenil de la Cremonese en 1979. En 1982, se convirtió en el entrenador del primer equipo con el que, en 1984, logró un histórico ascenso a la Serie A.
En 1987 fichó por el Atalanta, llegando a las semifinales de la Recopa de Europa 1987-88.
En 1990 fue contratado por el Torino, con el que ganó la Copa Mitropa ante el Pisa y finalizó en el quinto lugar de la Serie A en la temporada 1990-91. El año siguiente, llevó al Torino a una histórica final de la Copa de la UEFA, que perdió en el global contra el Ajax de Ámsterdam. En la temporada 1992-93, ganó la final de la Copa Italia contra la Roma.
En 1994, regresó al Atalanta por segunda vez, y más tarde tuvo también una segunda etapa en el Torino entre 1998 y 2000, antes de entrenar al Napoli durante la temporada 2000-01, reemplazando a Zdeněk Zeman en la fecha 7.
Tras una etapa de dos años en el Cosenza, se incorporó a la Fiorentina en 2003 y, el año siguiente, devolvió al club a la Serie A por primera vez desde su descenso a la Serie C2, tras su quiebra en 2002; posteriormente, tuvo un paso por el AlbinoLeffe de la Serie B en 2006, antes de volver el año siguiente a la Cremonese por tercera vez.
En septiembre de 2009, Mondonico fue nombrado de nuevo entrenador del AlbinoLeffe en sustitución de Armando Madonna. El 29 de enero de 2011, dejó el cargo debido a "graves problemas de salud", y su ayudante Daniele Fortunato lo asumió de forma interina. Dos días después, el club confirmó que había sido operado del abdomen y que esperaba recuperarse en unas semanas. El 15 de febrero, tras una completa recuperación, Mondonico volvió oficialmente a sus funciones de entrenador en el AlbinoLeffe. Sin embargo, el 13 de junio dio una emotiva rueda de prensa para anunciar que la enfermedad había vuelto durante el último periodo de la temporada y que, como consecuencia, estaba considerando seriamente dejar el cargo. El 17 de junio de 2011 se confirmó la renuncia de Mondonico al AlbinoLeffe para centrarse únicamente en el tratamiento del cáncer; fue sustituido por su segundo entrenador Daniele Fortunato.
El 30 de enero de 2012, Mondonico regresó a la Serie A, sustituyendo a Attilio Tesser como entrenador del Novara, último clasificado de la liga italiana y a siete puntos del descenso tras la primera mitad de la temporada, siendo cesado el 6 de marzo.

## Clubes

### Como jugador
| Club      | País   | Año       |
| --------- | ------ | --------- |
| Cremonese | Italia | 1966-1968 |
| Torino    | Italia | 1968-1970 |
| Monza     | Italia | 1970-1971 |
| Atalanta  | Italia | 1971-1972 |
| Cremonese | Italia | 1972-1979 |

### Como entrenador
| Club        | País   | Año                 |
| ----------- | ------ | ------------------- |
| Cremonese   | Italia | 1982-1986           |
| Como        | Italia | 1986-1987           |
| Atalanta    | Italia | 1987-1990           |
| Torino      | Italia | 1990-1994           |
| Atalanta    | Italia | 1994-1998           |
| Torino      | Italia | 1998-2000           |
| Napoli      | Italia | 2000-2001           |
| Cosenza     | Italia | 2001-2002 2002-2003 |
| Fiorentina  | Italia | 2003-2004           |
| AlbinoLeffe | Italia | 2006-2007           |
| Cremonese   | Italia | 2007-2008 2008-2009 |
| AlbinoLeffe | Italia | 2009-2011           |
| Novara      | Italia | 2012                |

## Palmarés

### Como entrenador

#### Campeonatos nacionales
| Título  | Club      | País   | Año     |
| ------- | --------- | ------ | ------- |
| Serie D | Cremonese | Italia | 1967-68 |
| Serie C | Cremonese | Italia | 1976-77 |

### Como entrenador

#### Campeonatos nacionales
| Título       | Club   | País   | Año     |
| ------------ | ------ | ------ | ------- |
| Copa Italia  | Torino | Italia | 1992-93 |
| Copa Mitropa | Torino | Italia | 1991    |